# Nilgiri (stato)
Lo Stato di Nilgiri fu uno stato principesco del subcontinente indiano, avente per capitale la città di Nilagiri.

## Storia

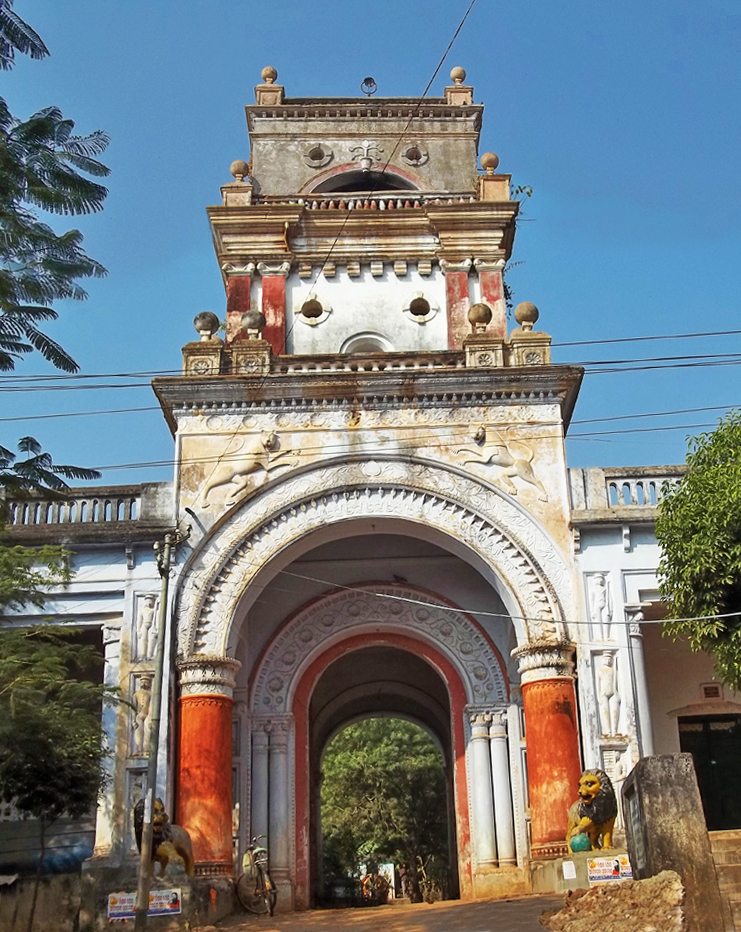
L'ingresso al palazzo dei raja di Niligiri a Nilagiri.

Secondo le tradizioni locali, lo stato di Nilgiri venne fondato da antenati mitici provenienti dall'altipiano di Chhota Nagpur, appartenenti alla dinastia dei Nagvanshi. Ad ogni modo i primi dati storici risalgono al 1525 quando il raja Narayan Singh ebbe modo di distinguersi al servizio dell'imperatore Akbar in diverse battaglie contro gli afghani invasori e per questo ottenne il dominio dell'area di Nilgiri. Durante il regno del raja Krishnachandra Mardraj Harichandan a metà Ottocento, questi adottò il figlio del re Mayurbhanj, Krishna Chandra Bhanj Deo, quale suo successore nel 1893.
Il principe siglò l'ingresso a far parte dell'Unione Indiana il 1º gennaio 1948.

## Governanti
I regnanti di Narsinghpur avevano il titolo di raja.

### Raja
- Narayan Singh Bhujang Mandhata Birat Basant Harichandan (1521-1564)
- Ram Chandra Mardraj Harichandan (1797-1832)
- Govind Chandra Mardraj Harichandan (1832-1833)
- Chira Devi (f) - Rani (1833-1843)
- Krishna Chandra Mardraj Harichandan (1843-1893)
- Shyam Chandra Mardraj Harichandan (1893-6 luglio 1913)
- Kishor Chandra Mardraj Harichandan (6 luglio 1913-1º gennaio 1948)